# هلفيلة عريضة الأبواغ
هلفيلة عريضة الأبواغ (الاسم العلمي: Helvella latispora) هو نوع من الفطريات يتبع جنس الهلفيلة من الفصيلة الهلفيلية.